# Hüttenberg (Hesja)
Hüttenberg – miejscowość i gmina w Niemczech, w kraju związkowym Hesja, w rejencji Gießen, w powiecie Lahn-Dill.

## Współpraca
Miejscowości partnerskie:
- Crémieu, Francja
- Göstling an der Ybbs, Austria
- Oberschönau, Turyngia